# 糟屋宿

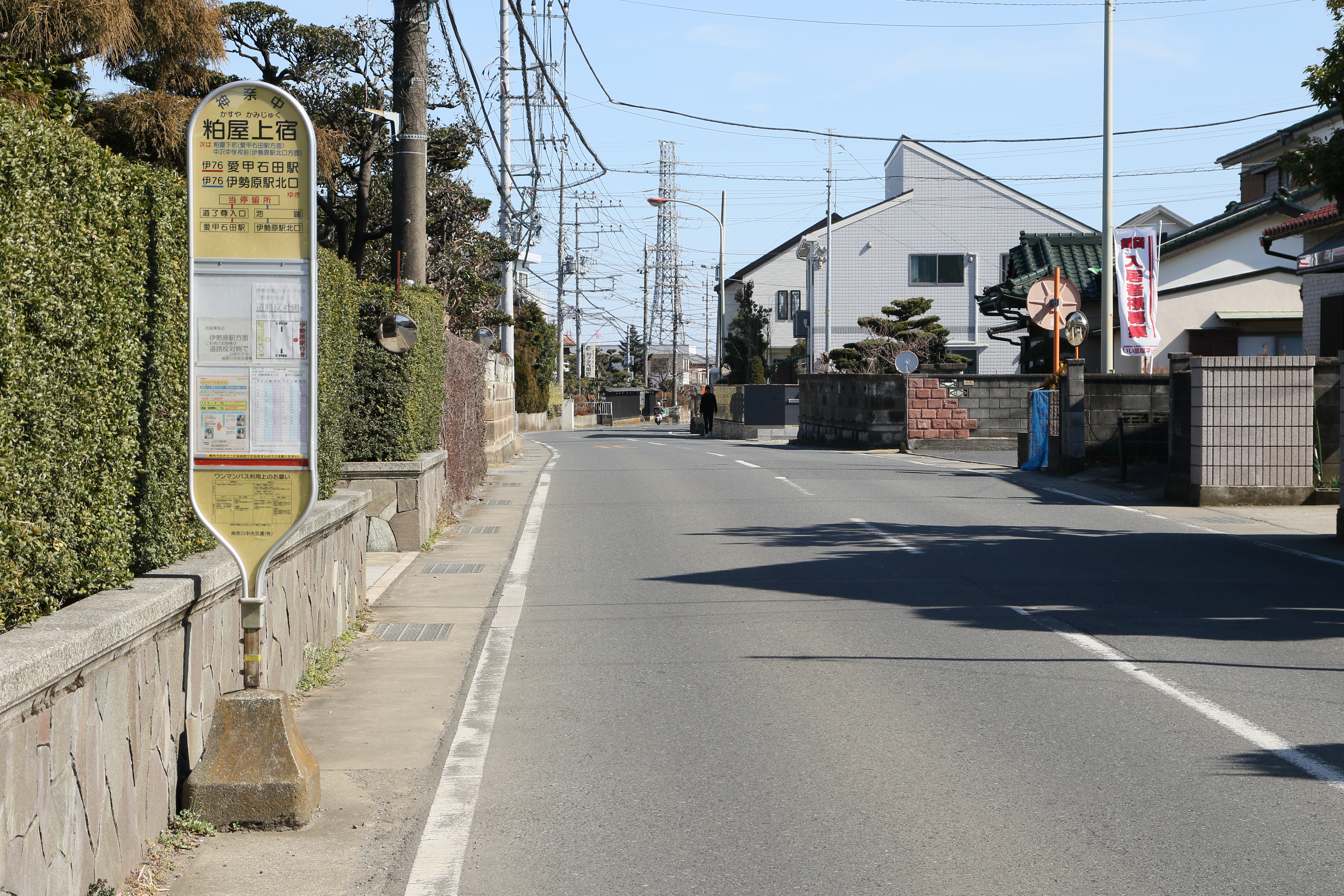
大山道糟屋宿 上宿から下宿方面を望む（2017年2月撮影）

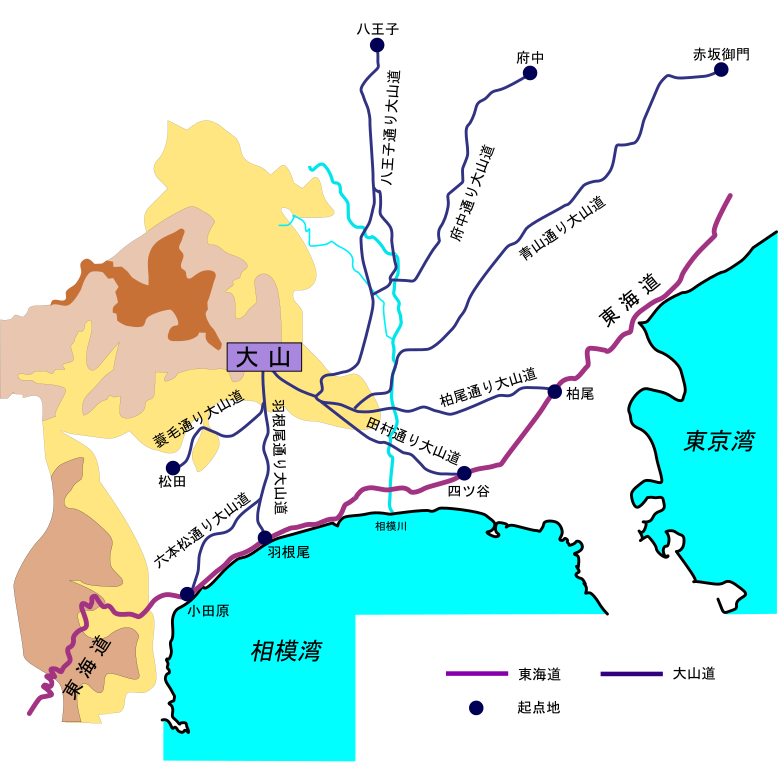
大山道(主要8道)。

糟屋宿（かすやしゅく）は、かつて相模国大住郡下糟屋村（現・神奈川県伊勢原市下糟屋）にあった、大山道（矢倉沢往還）の宿場（継立場）。上宿と下宿で構成されている。下糟屋村はかつて上糟屋村とともにひとつの村を築いていたことから、上糟屋村にあった宿も含めて糟屋宿と称することもある。
下糟屋村内の小名で弥杉（いやすぎ）と呼ばれる辺りで複数の古道が交わっており、弥杉から南方に向かうと伊勢原市田中方面に抜け、弥杉から西方に向かうと大山へと通じていた。

## 歴史

### 古代
8世紀初め頃、相模国大住郡にあって渭辺（ヌマベ）郷とよばれていた。その後神亀年間（724-729年）に至って、糟屋郷と改称された。
9世紀中頃に相模の守護として下向した藤原良方の子孫が、糟屋の地で糟屋氏の先祖となりこの地を治めた。

### 中世
1184年（元暦元年）9月に、源頼朝が糟屋周辺の田五町と畑八町を大山寺に寄進した。後に足利尊氏も糟屋の一部を大山寺に寄進している。1333年(元弘3年)に後醍醐天皇のよる建武政府が成立すると功により足利尊氏に相模野国内の糟屋荘他が与えられて、糟屋荘は足利一族が治めることになる。
天文年間(1532-1555年)の頃は、地頭渡辺石見守某が治めていたとされている。

### 近世
毎月5、10の日に市が立てられていたが、江戸時代初期には廃絶している。江戸時代初期は江戸幕府直轄地で、1633年（寛永10年）の地方直により旗本の中川忠治・若林包盛（かねもり）・宇都野正長に分知された。分知されなかった部分は直轄地のまま残った。
1656年（明暦2年）に、江戸幕府直轄地が分割され旗本御手洗定重領となった。しかし、1691年（元禄4年）にその子四兵衛が職を解かれると没収され直轄地に戻される。
1697年（元禄10年）に地方直により、江戸幕府直轄地の一部が旗本岡部直好領となる。1728年（享保13年）に、残りの江戸幕府直轄地が下野国烏山藩主大久保常春領となる。
1753年（宝暦3年）頃になると大山講の旅人も多く、旅人には便利な位置のため麓の宿坊に泊まらずここ糟屋宿で泊まる参詣人が多く、そのため麓の宿坊の利用者が減ったため大山寺御師より寺社奉行所に対して参詣人宿泊差止訴訟を起され承諾した旨の請書が残っている。この請書には町宿46軒の署名があり、町宿が多く存在していたことがわかる。
若林氏領は天明年間（1781 - 1789年）頃に一旦上知されたが、その後同氏にもどされている。以後、下糟屋村は旗本中川・若林・宇都野・岡部と烏山藩の五給の村として幕末まで続く。
伊勢原村を代表とする25村の寄場組合があったが、1868年（慶応4年）10月頃に西側の10村と伊勢原村との間で問題が起こり、以降は組合内最大の石高であった下糟屋村に寄場が移管される。ただし1871年（明治4年）5月の戸籍区への移行により寄場組合制度の終焉を迎えた。
1859年（安政6年）に横浜が開港してから、多くの外国人が横浜方面から柏尾通り大山道経由で糟屋宿に至り大山を訪れるようになる。神奈川府より発行された英国公使一行の大山行の先触書が残っており、またアメリカ人のフランシス・ホールによって書かれた「JAPAN THROUGH AMERICAN EYES」にも大山旅行の顛末が載っており当時の大山登山の様子を知ることができる。

### 近代
1902年（明治35年）2月26日、大火に見舞われる。

## 名所・旧跡
大慈寺
法雨山大慈寺は中興開基を太田道灌とする臨済宗の寺院。文明年間に鎌倉から移された。太田道灌画像と木造聖観音坐像が伊勢原市の文化財（絵画、彫刻）に指定されている。
太田道灌の墓
伊勢原市には太田道灌の墓が2つあり、下糟屋にある墓は首塚と呼ばれる。伊勢原市の文化財（史跡）に指定されている。
普済寺
千秋山普済寺は臨済宗の寺院。高部屋神社の別当寺の糟屋山神宮寺から移された1838年（天保9年）造立の石造多宝塔があり、伊勢原市の文化財（建造物）に指定されている。
南蓮寺
南蓮寺は浄土宗の寺院。
法眼寺
法眼寺は日蓮宗の寺院。台石に講中と刻まれた二十三夜塔があり、宿場関係者による造立と考えられている。
高部屋神社
相模国の延喜式内社の1つ。至徳三年（1386年）銘の銅鐘があり、神奈川県の重要文化財（工芸品）に指定されている。
丸山城址
糟屋有季がこの地を領していた12～13世紀、および15～16世紀の城址。扇谷上杉定正の本拠地、上杉館に相当するという説もある。
庚申塔
伊勢原市下糟屋と伊勢原市粟窪との境、下糟屋の交差点を北西に下る坂道を下りきったところにある林の中に1662年（寛文2年）造立の庚申塔がある。伊勢原市内最古の庚申塔の一つと考えられている。

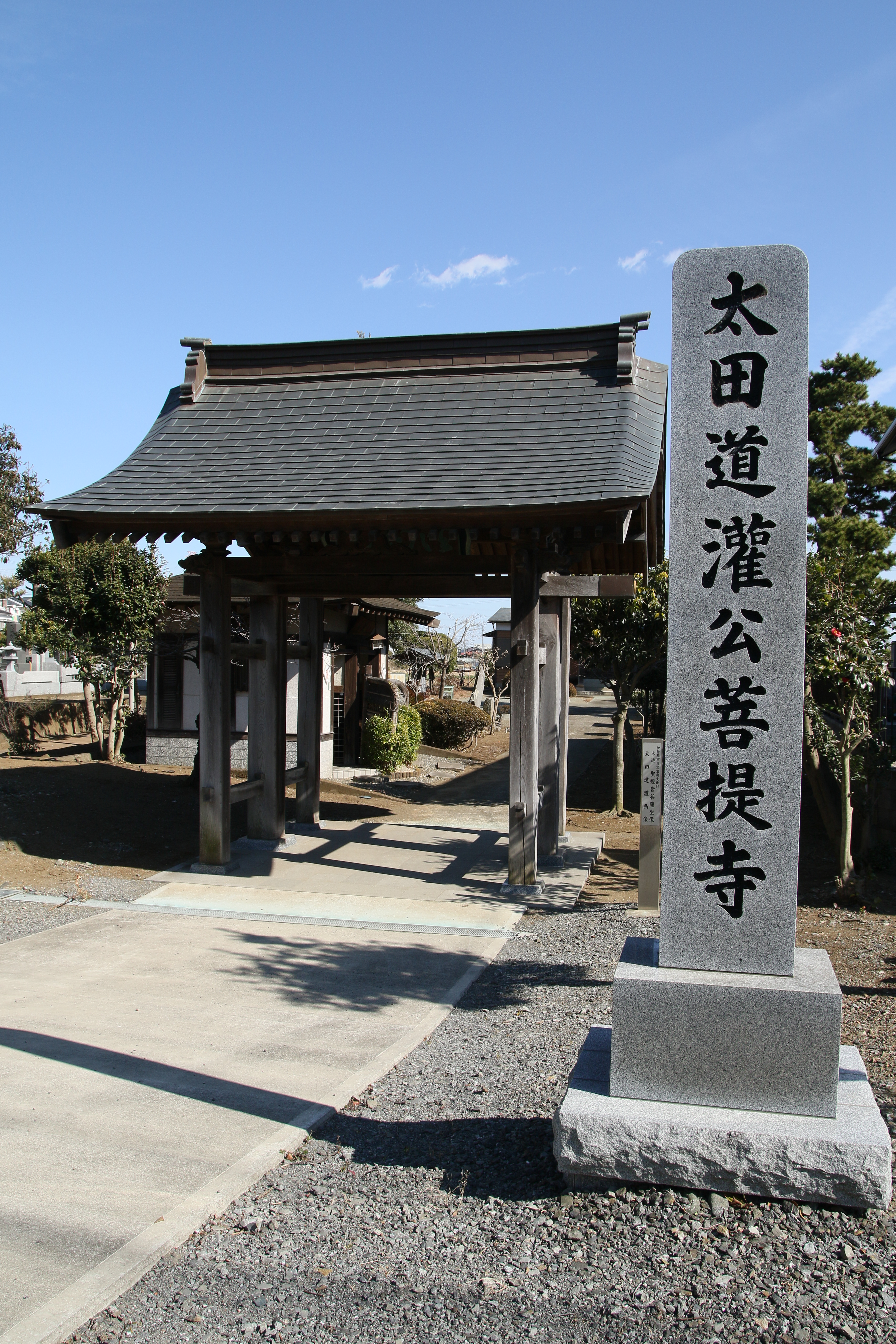
大慈寺
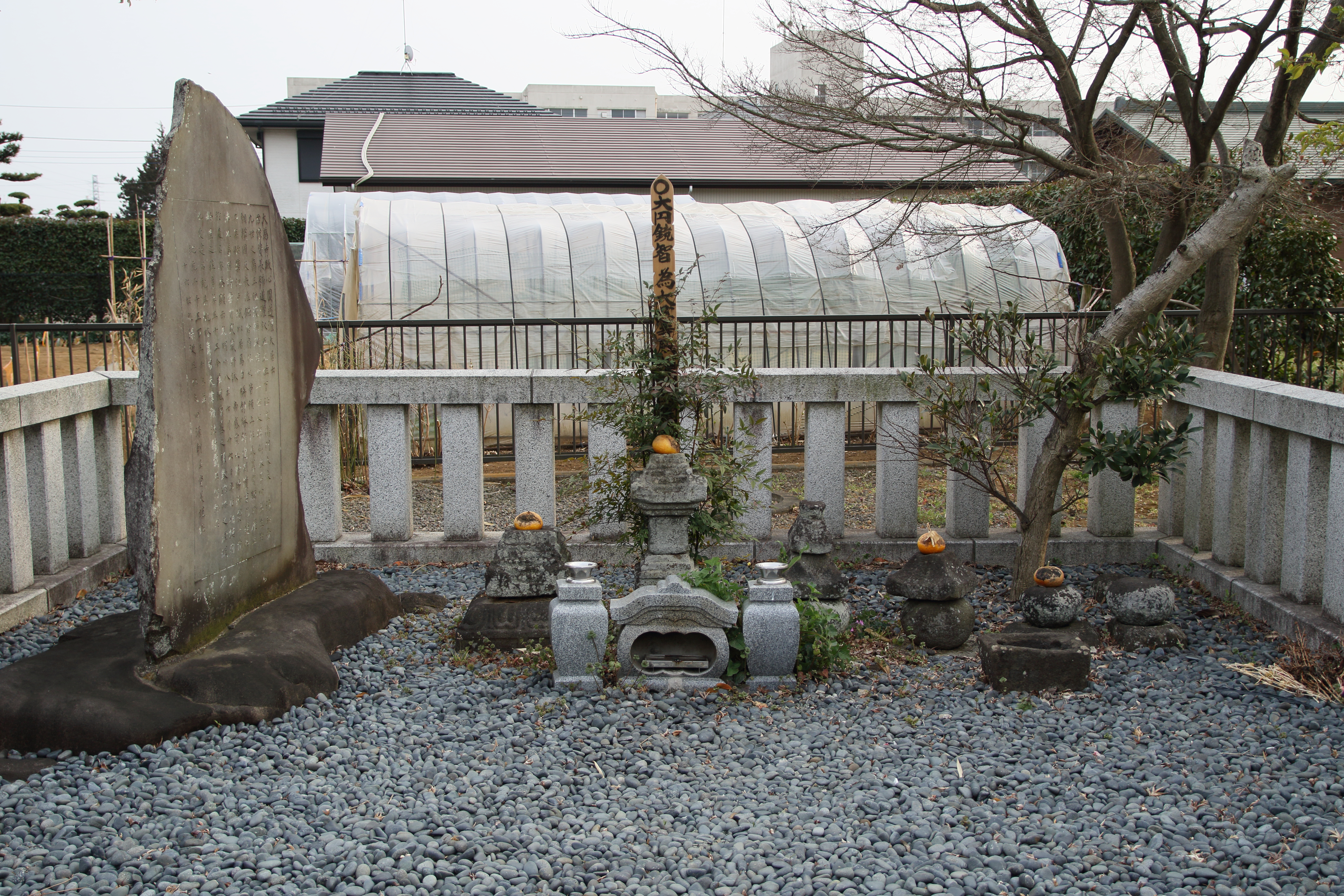
太田道灌の首塚
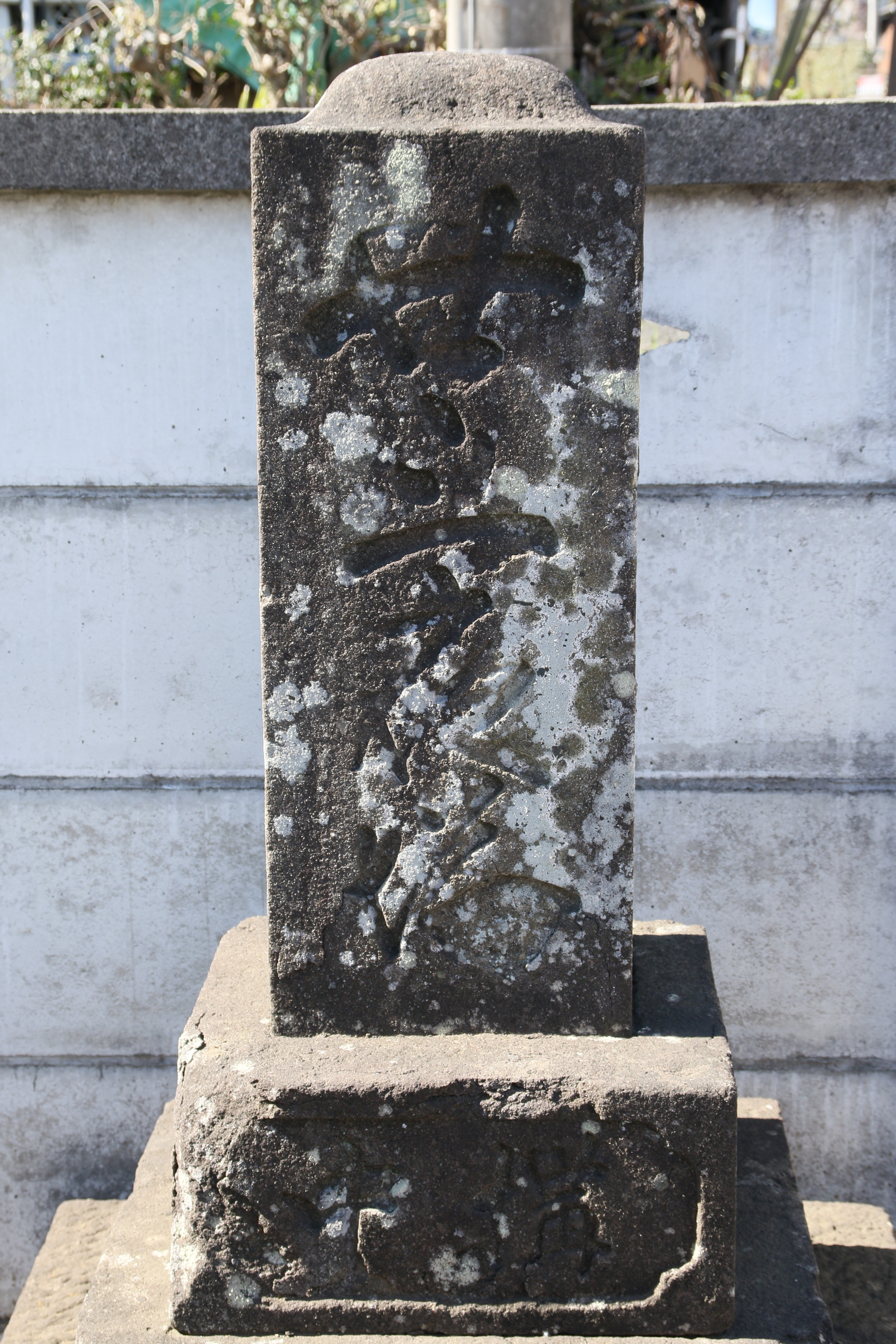
法眼寺前の二十三夜塔
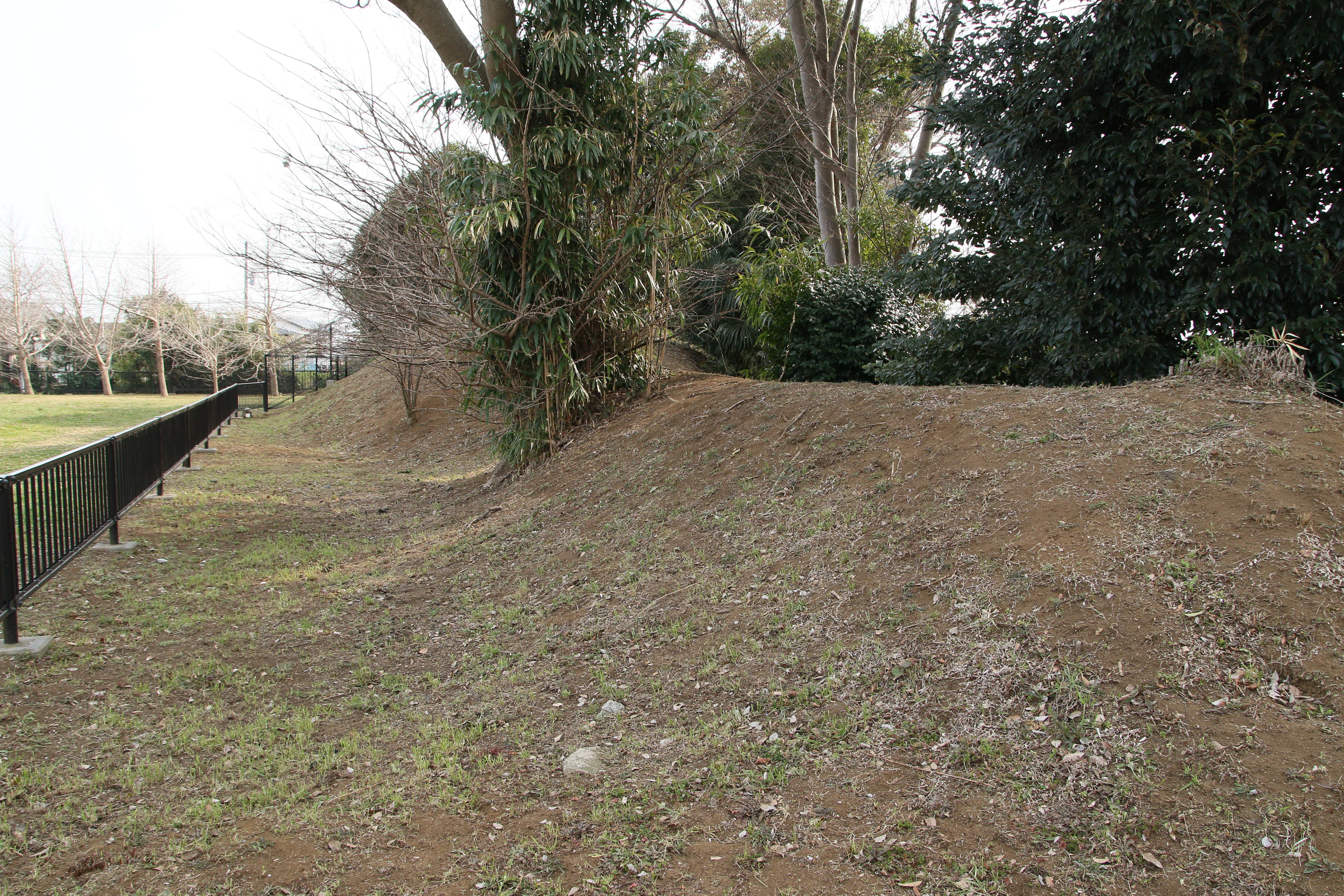
丸山城の土塁
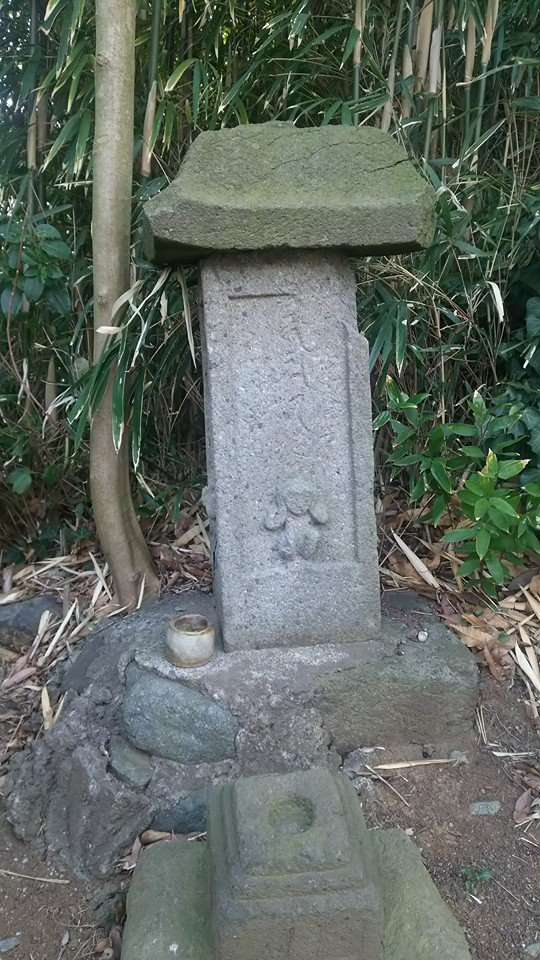
下糟屋と粟窪の間の寛文２年造立庚申塔

## 交通アクセス
バス
- 神奈川中央交通バス 粕屋上宿または粕屋下宿下車

## 隣の宿場
大山道
愛甲宿 - （下）糟屋宿 - 上糟屋宿
愛甲宿と糟屋宿との距離は1里（約3.9キロメートル）。糟屋宿と上糟屋宿との距離は1里。
矢倉沢往還
愛甲宿 - （下）糟屋宿 - 伊勢原宿
愛甲宿と糟屋宿との距離は1里。糟屋宿と伊勢原宿との距離は18町（約1,96キロメートル）。